# Mchenga
Mchenga – rodzaj słodkowodnych ryb okoniokształtnych z rodziny pielęgnicowatych (Cichlidae).

## Występowanie
Gatunki endemiczne jeziora Malawi w Afryce.

## Klasyfikacja
Gatunki zaliczane do tego rodzaju:
- Mchenga conophoros
- Mchenga cyclicos
- Mchenga eucinostomus
- Mchenga flavimanus
- Mchenga inornata
- Mchenga thinos

Gatunkiem typowym jest Copadichromis cyclicos.